# 羽島市竹鼻まつり山車会館
羽島市竹鼻まつり山車会館（はしましたけはなまつりだしかいかん）は、岐阜県羽島市にある山車の展示施設（博物館）である。
竹鼻まつり山車会館、山車会館とも称する。

## 概要
竹鼻祭りの山車及び竹鼻祭りに関連する資料等を展示する施設である。2020年（令和2年）10月10日開館。
竹鼻祭りで使用される13輌の山車のうち2輌が展示されている。山車は定期的に入換がされる。
建物は鉄骨平屋建であるが、山車が収納できるよう天井の高さは約9mある。
建物は一般財団法人国際クラブが建設し、羽島市へ寄贈したものである。

## 交通アクセス
- 名鉄竹鼻線 羽島市役所前駅から徒歩で約3分。

## 周辺施設
- 羽島市役所
- 岐阜県立羽島高等学校
- 羽島市立竹鼻中学校
- 羽島市歴史民俗資料館・羽島市映画資料館
- はしま観光交流センター
- 羽島市竹鼻町屋ギャラリー
- 佐吉大仏
- 青山スクエア
- 羽島市役所前駅